# Serranocirrhitus latus
Serranocirrhitus latus är en fiskart som beskrevs av Watanabe, 1949. Serranocirrhitus latus ingår i släktet Serranocirrhitus och familjen havsabborrfiskar. Inga underarter finns listade i Catalogue of Life.